# Распределитель питания

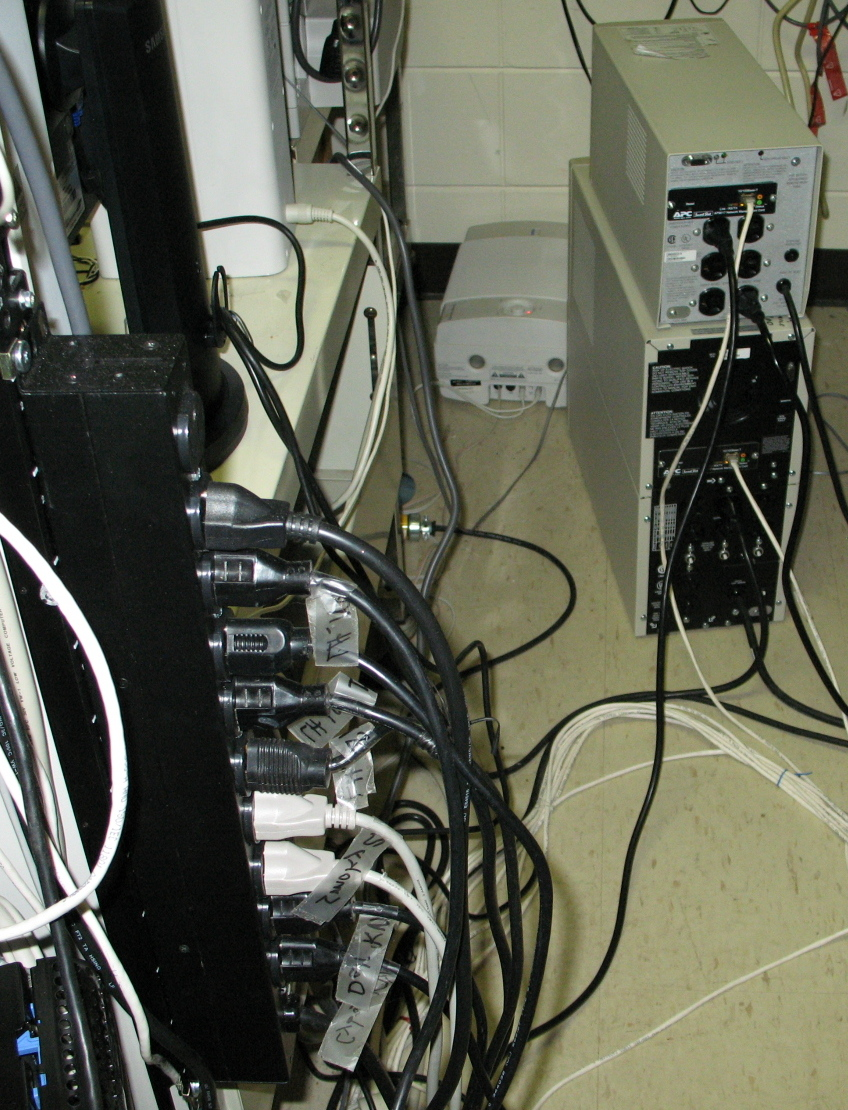
Простая розеточная 19-дюймовая панель APC, подсоединённая к ИБП (нижнее устройство справа)

Распредели́тель пита́ния (англ. power distribution unit, PDU) — устройство для распределения электрической энергии.
Используется для распределения электроэнергии в серверных стойках, поэтажных электросетях, ЦОДах (центрах обработки данных), дата-центрах и т. д.; устанавливается в электрощитах и электрошкафах. Современные распределители питания могут обладать такими функциями как:
- ограничение напряжения;
- удалённое управление устройством, вплоть до отдельных клиентских розеток;
- телеметрический IP контроль температуры, влажности, дыма и т. д.;
- модули, позволяющие увеличивать количество одновременно управляемых розеток (что уменьшает совокупную стоимость владения);
- измерение тока и мощности, отображение в удаленном интерфейсе или сохранение данных на сервере;
- разъёмы, позволяющие подключить веб-камеру, датчики.

Распределители питания бывают однофазные и трёхфазные. 
Распределители питания делятся на простые и управляемые. Простой не оснащён органами управления, хотя может иметь дисплей, отображающий информацию о напряжении и потребляемой мощности каждой фазы или каждой розетки. Управляемый распределитель питания может администрироваться удалённо, то есть разрешать администратору включать или выключать по сети электроснабжение отдельных устройств.
Основная проблема при покупке PDU для дата-центра состоит в выборе между удалённо управляемыми распределителями, которые относительно дорого стоят, и простыми розеточными блоками, которые значительно дешевле, однако более подвержены случайной перегрузке фазы (приводящей к срабатыванию автоматов защиты и прекращению питания).

## Удалённое управление
Некоторые распределители питания имеют встроенные средства удалённого управления. Современные блоки розеток имеют разъём RS-232 для соединения с управляющим компьютером либо встроенный сетевой Ethernet-контроллер. Доступ к устройству осуществляется через SSH, SNMP, веб-интерфейс и др. Это позволяет администратору управлять распределителем с удалённого терминала: выполнять включение или отключение питания, назначать отключение по расписанию, контролировать нагрузку, отслеживать (в том числе и визуально) обстановку в серверной или дата-центре. Такой способ управления необходим, например, если подключённый компьютер завис и не может быть перезагружен иным способом. Часто для управления распределителем используется трехуровневый парольный доступ — администратор, потребитель и пользователь, что дает энергопотребителю возможность после установки паролей следить и управлять только своими розетками. Администратор раздает пароли, устанавливает встроенную логику и настройки сети, потребитель может менять только свои настройки, пароли, логины, логику. В случае нарушений или по другим причинам пользователь может быть заблокирован.

## См.также
- Стабилизаторы переменного напряжения
- Источник бесперебойного питания